# TAKRAF SRs 8000
TAKRAF SRs 8000 (также TAKRAF RB 293, Bagger 293) — роторный экскаватор, построенный в 1995 году немецкой машиностроительной фирмой Tenova Takraf для компании RWE Power AG. По завершении строительства был отправлен на угольный карьер Togebau Hambach (Германия), где работает и по сей день. Вошел в книгу рекордов Гиннесса как самая большая машина в мире.

## Параметры
| Вес                      | 14 200 тонн                |
| Длина                    | 226 метров                 |
| Высота                   | 96 метров                  |
| Число гусениц            | 8                          |
| Ширина каждой гусеницы   | 5,75 метра                 |
| Давление на грунт        | 1 psi = 70,3 г-с / кв. см. |
| Максимальная скорость    | 0,6 км/ч                   |
| Максимальный уклон       | 5 градусов                 |
| Потребляемая мощность    | 17 мегаватт                |
| Диаметр ковшевого ротора | 21,6м                      |
| Число ковшей             | 18                         |
| Объём одного ковша       | 15 м³                      |
| Производительность       | 240 000 м³                 |
| Рабочий радиус           | 100м                       |
| Экипаж                   | 5 человек                  |